# Кампиљио (Терамо)
Кампиљио (итал. Campiglio) је насеље у Италији у округу Терамо, региону Абруцо.
Према процени из 2011. у насељу је живело 15 становника. Насеље се налази на надморској висини од 536 м.